# José Escudero Bernícola
Pour les articles homonymes, voir Escudero.
José Escudero Bernícola, né à Orihuela en 1886 est un avocat et homme politique espagnol, membre du Parti républicain radical-socialiste.

## Biographie
Pendant la guerre d'Espagne, il doit s'exiler. Il est l'un des rescapés du navire britannique le Stanbrook, commandé par Archibald Dickson, qui amène les familles républicaines depuis Alicante jusqu'à Oran.